# Stiphropus ocellatus
Stiphropus ocellatus es una especie de araña del género Stiphropus, familia Thomisidae.

## Distribución
Se distribuye por Asia: China, Birmania y Vietnam.

## Taxonomía
Fue descrita por Thorell en 1887.
Tratamiento taxonómico
La especie aparece registrada y publicada en Viaggio di L. Fea in Birmania e regioni vicine. II. Primo saggio sui ragni birmani. Annali del Museo Civico di Storia Naturale di Genova 25: 5–417.